# Mercedes-Benz X 204
| Crashtest-Ergebnisse          |                                 |
| Sterne im Euro-NCAP-Crashtest | 5 Sterne im Euro NCAP-Crashtest |
| Insassenschutz                | 89 % (32 Punkte)                |
| Kindersicherheit              | 76 % (37 Punkte)                |
| Fußgängerschutz               | 44 % (16 Punkte)                |
| Aktive Sicherheit             | 86 % (6 Punkte)                 |

Der Mercedes-Benz GLK (interne Bezeichnung: X 204) ist ein Kompakt-SUV des deutschen Automobilherstellers Mercedes-Benz. Er basiert auf der Plattform der C-Klasse (Baureihe 204) und war seit Oktober 2008 auf dem europäischen Markt erhältlich; in Amerika wurde der GLK seit Januar 2009 angeboten. Zwei seriennahe Studien wurden im Januar 2008 auf der Detroit Motor Show ausgestellt. Die Serienversion war am 20. April 2008 auf der Beijing Auto Show zu sehen.
Produktionsstandort war bis November 2011 ausschließlich das Werk in Bremen. Seit Dezember 2011 wurde der GLK auch in Peking produziert. Laut Mercedes-Benz steht GLK für Geländewagen Luxus Kompaktklasse. Der Einstiegspreis zur Einführung lag bei 40.341 Euro, im Laufe der Zeit konnte der Einstiegspreis mit dem Angebot schwächer motorisierter Modelle auf 35.462 Euro gesenkt werden. Zur Modellpflege wurde der Grundpreis auf 36.235 Euro angehoben.
Im Sommer 2012 wurde die Baureihe X 204 nach vier Jahren Produktionszeit einer Modellpflege unterzogen, die Markteinführung erfolgte am 30. Juni.
Im Juni 2015 wurde die Produktion beendet. Insgesamt wurden 540.089 Fahrzeuge gefertigt.
Die im Sommer 2015 eingeführte zweite Generation wird unter der Bezeichnung GLC vermarktet.

## Entwicklung und Testphase
Die Mercedes-Entwickler erprobten den Mercedes-Benz GLK auf rund 4,5 Millionen Testkilometern; unter anderem in Namibia. Ergänzend wurden detaillierte Simulationsprogramme im Rahmen des digitalen Prototyps durchgeführt. So testeten die Fachleute rund 1000 verschiedene Varianten des GLK und führten dabei rund 200.000 Fahrmanöver durch.

## Vision GLK FREESIDEundVision GLK TOWNSIDE
Auf der North American International Autoshow 2008 in Detroit wurden erstmals zwei Studien des GLK vorgestellt. Diese zeigten sich als Vision GLK FREESIDE und Vision GLK TOWNSIDE schon fast serienreif und das Design wurde anschließend bis auf einige Kleinigkeiten vollständig ins Serienmodell übernommen. Beide Versionen haben sowohl an der Front als auch am Heck kurze Überhänge (vorne: 816 mm; hinten: 957 mm) und eine aufrecht stehende Front (50 Grad). Die A-Säule ist schmal gehalten und trägt damit zur guten Rundumsicht bei. Die Windschutzscheibe ist wie die Front ebenfalls recht steil. Außerdem bietet die Vision FREESIDE eine große Bodenfreiheit (201 mm) und die Böschungswinkel (vorne: 23 Grad; hinten: 25 Grad) sind ebenfalls groß. Die FREESIDE-Studie trägt darüber hinaus graue Seitenschweller, die breiter sind als der Wagen und diesen bulliger erscheinen lassen. Der GLK TOWNSIDE hat eine geringere Bodenfreiheit und wirkt eher wie ein SUV für die Stadt als für das Gelände. Letzterem fehlen auch die grauen Seitenschweller des GLK FREESIDE. Beide Studien haben 20-Zoll-Leichtmetallräder. Motorisiert sind beide Visionen mit einem neu entwickelten 2,1-Liter-Vierzylinder der neuen Vierzylinder-Diesel-Generation (OM 651), der 125 kW (170 PS) leistet, mit zweistufigem Turbolader und mit Common-Rail-Direkteinspritzung. Dank der Harnstoffeinspritzung (AdBlue), die bei Mercedes BlueTEC genannt wird, erreicht er die Euro-6-Abgasnorm.

## Ausstattung und Pakete

### Serienausstattung

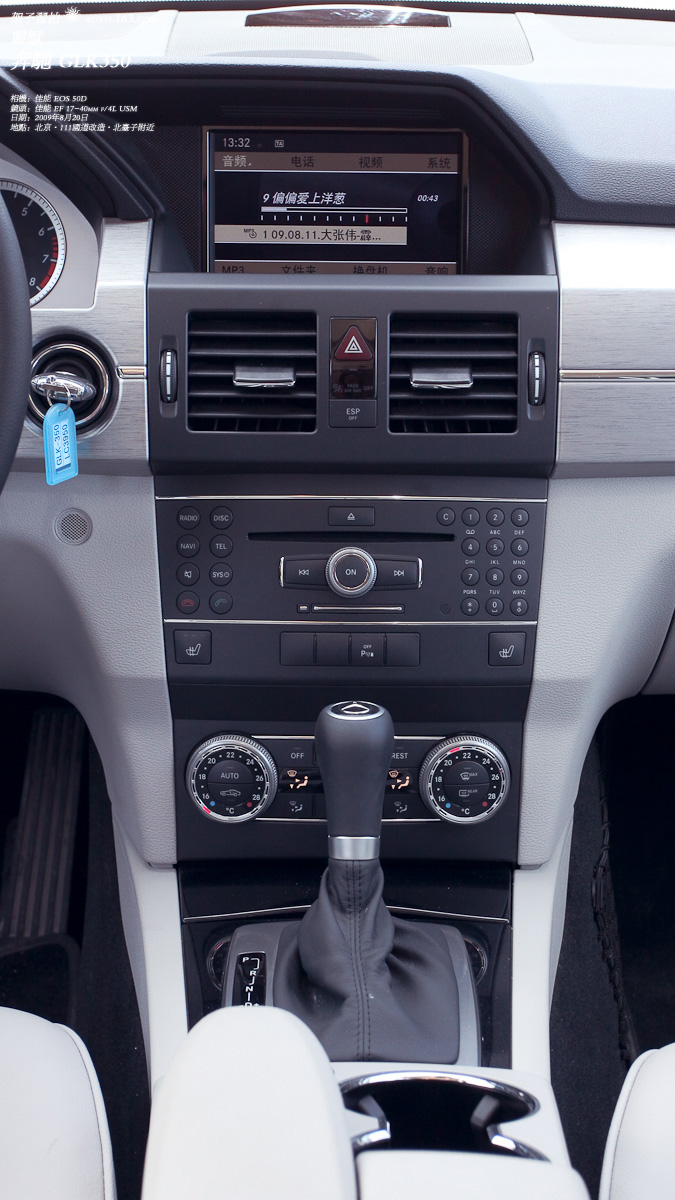
Mittelkonsole des GLK (2008–2012)

Der GLK hat serienmäßig ASR, ABS, BAS, ESP, 6-Gang-Schaltgetriebe bzw. 7-Gang-Automatikgetriebe, 4ETS (elektronisches Traktionssystem), crashaktive Kopfstützen und einen Knie-Airbag für den Fahrer sowie AGILITY CONTROL-Fahrwerk mit selektivem Dämpfersystem. Dieses System passt die Stoßdämpfer automatisch dem jeweiligen Straßenzustand an. Passend dazu gibt es die AGILITY CONTROL-Lenkung mit Sicherheitslenksäule, die höhen- und längsverstellbar ist. Außer den heckgetriebenen Modellen GLK 200 CDI BlueEFFICIENCY und GLK 220 CDI BlueEFFICIENCY haben alle Modelle serienmäßig das 7-Gang-Automatikgetriebe und den Allradantrieb 4MATIC. Auch die 2-Zonen-Klimatisierungsautomatik THERMATIC ist serienmäßig. Darüber hinaus gibt es das Radio Audio 20 CD mit Doppel-Tuner und MP3-fähigem CD-Player. Das Farbdisplay ist 5 Zoll groß. Außerdem hat es eine Bluetooth-Schnittstelle mit Freisprechfunktion, einen Aux-in-Anschluss (im Handschuhfach; ab Herbst 2011 in der Mittelkonsole), eine Telefontastatur sowie sechs Lautsprecher. Im Falle eines Unfalls gibt es eine crashaktive Notbeleuchtung, die unter anderem blinkende Leuchten beinhaltet. Auch ein Fahrlichtassistent ist vorhanden. Dieser schaltet das Licht bei Bedarf selbstständig ein. Die Heckscheibe ist beheizbar und der Kraftstofftank fasst 59 Liter. Zur Basisausstattung gehören 17-Zoll große Leichtmetallräder im 7-Speichen-Design. Die Klarglas-Halogenscheinwerfer haben eine Projektionstechnik und das H7-Scheinwerfersystem. Alle Scheiben sind wärmedämmend. Die Sechszylinder-Modelle enthalten außerdem eine geschwindigkeitsabhängige „Parameterlenkung“. Ab Dezember 2009 produzierte Fahrzeuge erhalten serienmäßig LED-Tagfahrlicht.

### Sonderausstattung
Im GLK werden die aus den anderen Modellen bekannten Ausstattungslinien durch „Pakete“ ersetzt. Zur Einführung des GLK musste ein Paket für das Außendesign (Offroad-Styling-Paket oder Sport-Paket Exterieur) mitbestellt werden, erst mit der Auslieferung des GLK 220 CDI BlueEFFICIENCY stand das Basis-Modell zur Verfügung.
Als Zusatzausstattung gibt es das Sicherheitssystem PRE-SAFE der ersten Generation, eine elektronisch gesteuerte Bergabfahrhilfe, ein um 20 mm abgesenktes Fahrwerk, das ILS (Intelligent Light System, seit Dezember 2009 mit LED-Tagfahrlicht) sowie 19- und 20-Zoll-Breitreifen. Auch das schlüssellose Schließsystem Keyless Go gibt es auf Wunsch. Außerdem ist es möglich, zwischen zwei Radio-Navigationssystemen zu wählen. Das Audio 50 APS ist mit einem CD/DVD-Laufwerk sowie einer Telefontastatur ausgestattet und navigiert ausschließlich per Pfeilnavigation. Eine Kartendarstellung wie beim Multimedia-System COMAND APS ist hier nicht möglich. Die Informationen des COMAND APS, das die Sprachsteuerung (LINGUATRONIC) serienmäßig enthält, werden auf einem 7-Zoll-Farbdisplay wiedergegeben. Als eine in dieser Klasse unübliche Sonderausstattung gibt es ein Entertainment-System im Fond, bestehend aus zwei 8 Zoll großen Bildschirmen, einem DVD-Player und zwei schnurlosen Kopfhörern sowie einer Fernbedienung.

### Pakete und Sondermodell

#### Offroad-Styling-Paket(2008–2012) undOffroad-Technik-Paket
Das Offroad-Styling-Paket, das mit der Modellpflege 2012 entfallen ist, verwandelt den GLK optisch in einen Geländewagen; dies wird durch die Kunststoffbeplankungen rundum untermauert. Auch ein Unterfahr- sowie Unterbodenschutz ist in diesem Paket enthalten. Die Dachreling ist in schlichtem Schwarz gehalten und passt sich dadurch den Beplankungen an. Außerdem hat dieses Modell einen Kühlergrill mit zwei Lamellen und serienmäßig 17-Zoll-Leichtmetallräder.

Das Offroad-Technik-Paket komplettiert die Geländegängigkeit auf technischer Seite. So enthält dieses Paket ein Offroad-Fahrprogramm, das den Getriebeschaltpunkt und die Gaspedalkennlinie dem Untergrund anpasst. Die Bergabfahrhilfe DSR, die es ermöglicht, auf steilen Gefällestrecken eine vorgewählte Geschwindigkeit zwischen 4 und 18 km/h automatisch einzuhalten, ist ebenfalls Bestandteil dieses Paketes. Dabei kann die Geschwindigkeit erstmals auch während der Abfahrt geregelt werden. Ergänzt werden die Geländeeigenschaften durch ein nur im Comand APS vorhandenes Zusatzfeature, das bei Verlassen digitalisierter Gebiete die zurückgelegte Strecke automatisch aufzeichnet und speichert.

#### Sport-Paket Exterieur(2008–2012) undSport-Paket Interieur
Das Sport-Paket Exterieur, das bei der Modellpflege 2012 aus dem Programm genommen worden ist, vermittelt durch eine größere Anzahl an Chromleisten einen sportlich-eleganten Eindruck. Dieses Paket enthält außerdem eine Dachreling aus Aluminium. Hier besteht der Kühlergrill aus drei Lamellen. Serienmäßig sind in diesem Paket ein Sportfahrwerk mit um 20 mm tiefergelegter Karosserie, 19-Zoll-Leichtmetallrädern und das Chrom-Paket enthalten.
Das Sport-Paket Interieur enthält Sitzbezüge in Stoff Seattle und Ledernachbildung ARTICO und ein 3-Speichen-Lenkrad mit Lenkradschaltpaddles. Darüber hinaus ist hier das Innenraumlicht-Paket serienmäßig. Das Cockpit enthält eine größere Anzahl an Aluminiumzierteilen und ein silbernes Kombiinstrument. So sind der Schalthebel in Leder und Chrom verarbeitet und die Sportpedalerie hat den Glanz von Chromnickelstahl.

#### AMG Sport-Paket Exterieur
Im Dezember 2009 wurde ein weiteres Paketangebot hinzugefügt. Dabei handelt es sich um das AMG Sport-Paket, das auf dem Sport-Paket Exterieur basiert. Dieses unterscheidet sich von den anderen Paketen durch Front- und Heckschürzen im AMG-Design und einem Kühlergrill mit zwei Lamellen. Die Seitenschweller sind in Wagenfarbe lackiert. Darüber hinaus bietet dieses Paket ein Sportfahrwerk mit um 20 mm tiefergelegter Karosserie. Ergänzt wird es durch 20-Zoll-AMG-Leichtmetallräder. Auch bietet es eine Unterfahrschutzattrappe in Chrom. Das Chrom-Paket ist hier inbegriffen.

#### Chrom-Paket

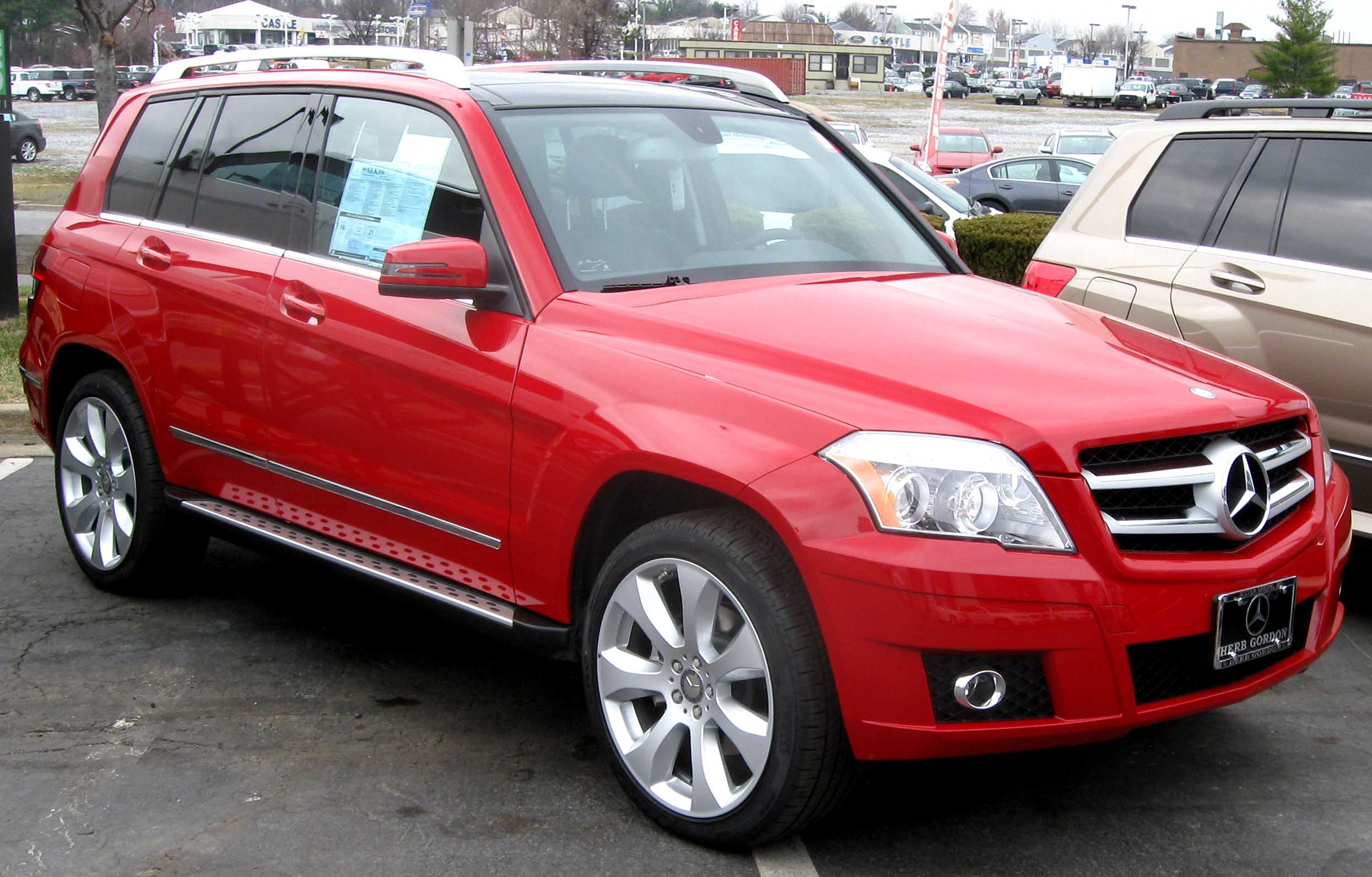
GLK 350 4MATIC mit Chrom-Paket (2008–2009)

Das Chrom-Paket soll den GLK mithilfe einer größeren Anzahl an Chromanbauteilen eleganter erscheinen lassen. So enthält es Bordkantenzierstäbe in Chrom sowie rechteckige verchromte Auspuffendrohrblenden. Die Dachreling ist hier in Aluminium gehalten. Die innere und äußere Ladekante zum Kofferraum bestehen aus Chrom- oder Edelstahleinlegern.

#### Innovationspaket(2008–2012)

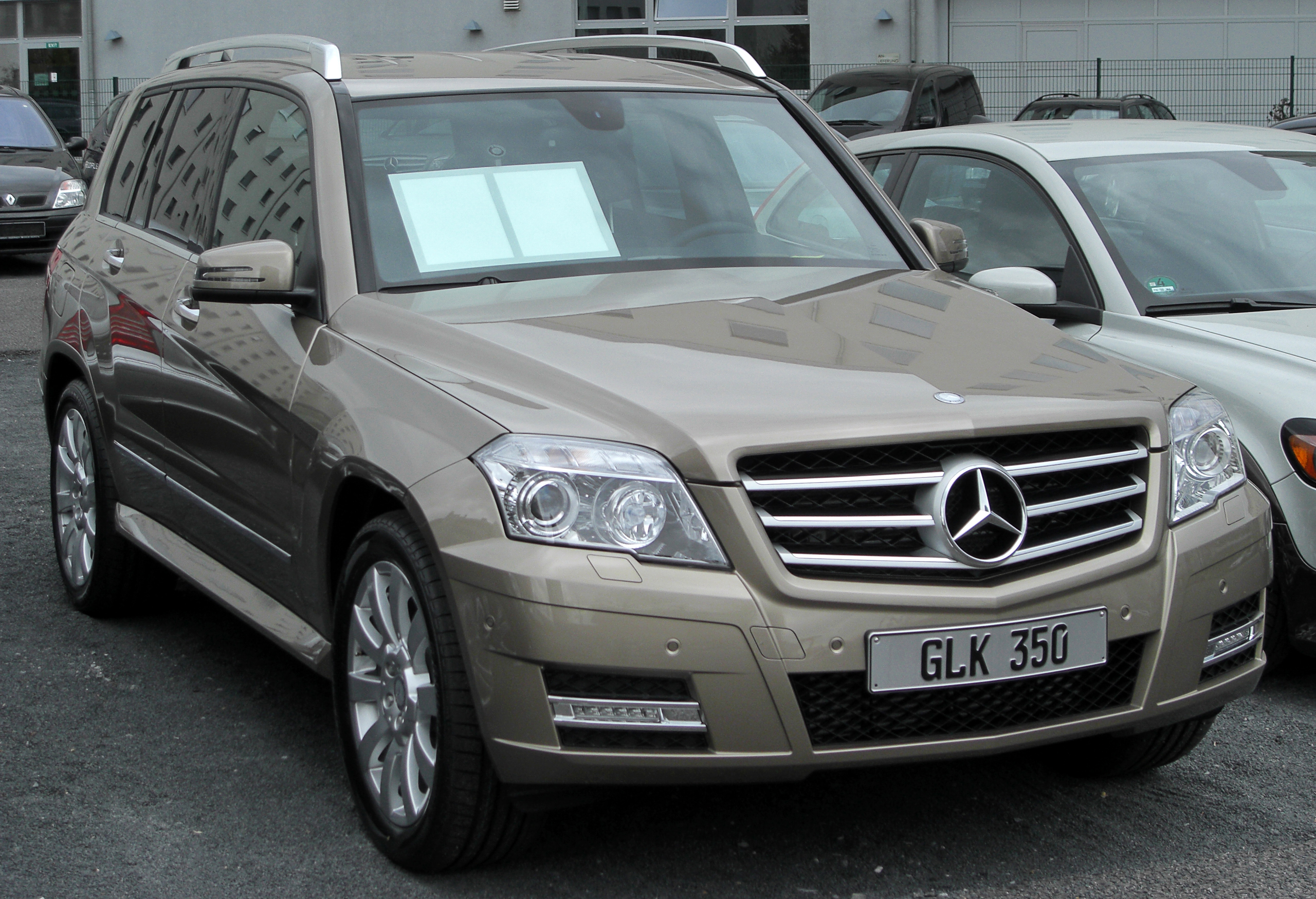
GLK 350 4MATIC mit Innovationspaket (2009–2012)

Ein weiteres Paket war bis 2012 auf Wunsch erhältlich. Es beinhaltet das Intelligent Light System mit LED-Tagfahrleuchten, das ein adaptives Scheinwerfersystem ist, das sich den Wetter-, Licht- und Fahrbedingungen automatisch anpasst. Abbiegelicht und Kurvenlicht sind auch Bestandteil dieses Systems. Darüber hinaus enthält das Innovationspaket ein Spiegel-Paket, so dass die Außenspiegel elektronisch heranklappbar sind. Auch die auf Ultraschallwellen basierende Einparkhilfe PARKTRONIC ist hier Bestandteil. Das intelligente und vorausschauende Sicherheitssystem PRE-SAFE, das bei Gefahr vorbeugend wirkt, ist ebenso serienmäßig wie ein Regensensor.

#### Edition 1(2008–2009)

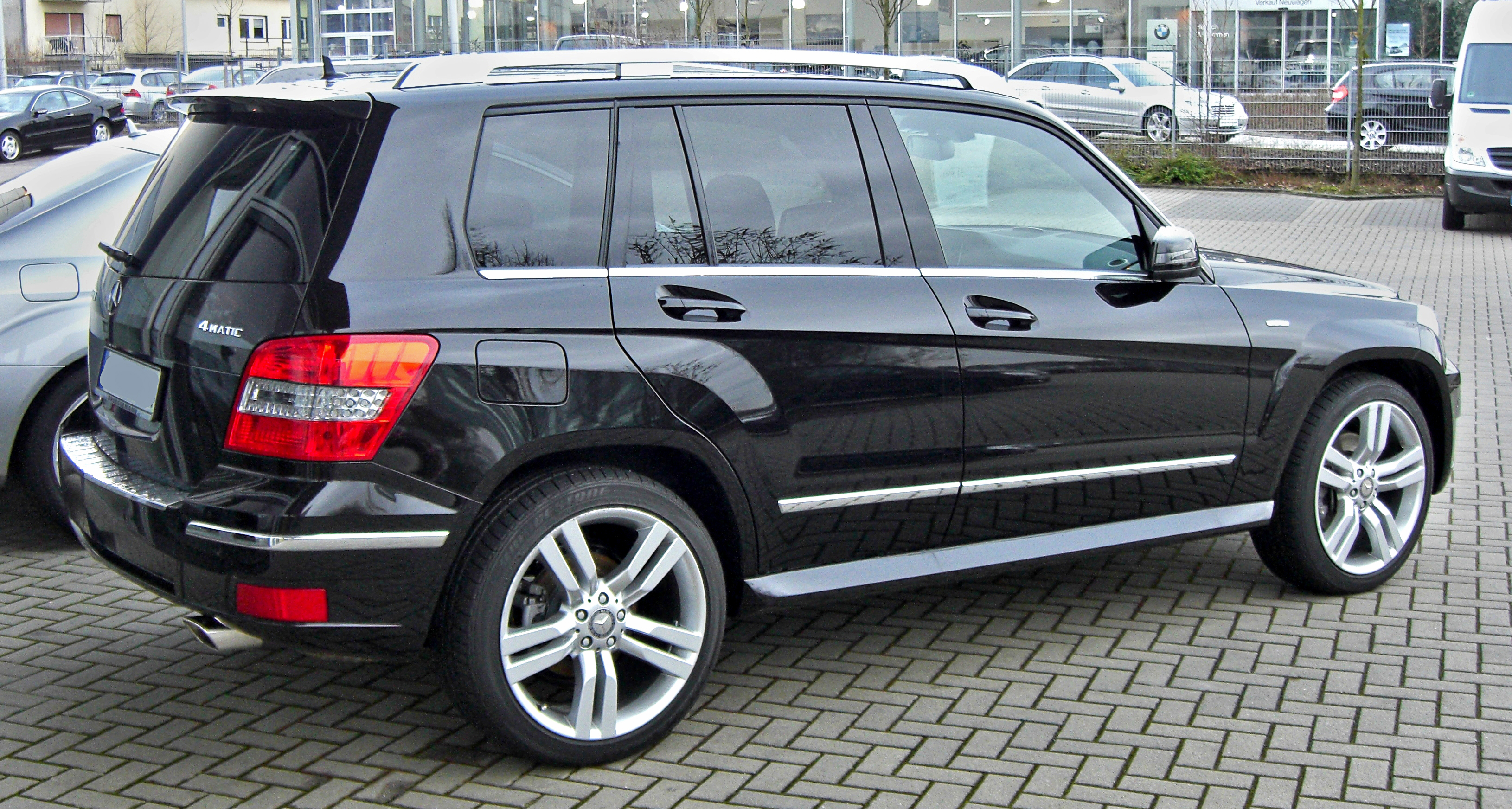
GLK 350 4MATIC Edition 1 (2008–2009)

Zum Marktstart gab es das Exklusivpaket Edition 1. Dieses enthält sowohl das Sport-Paket Exterieur als auch das Sport-Paket Interieur und konnte nur in Verbindung mit den Sechszylindermotoren bestellt werden. Dieses Sondermodell hat 20-Zoll-Leichtmetallräder in Fünf-Doppelspeichen-Design. Im Innenraum gibt es ein AMG Performance-Lenkrad in Leder mit silberfarbenen Aluminium-Schaltpaddles sowie eine designo-Polsterung in Leder Nappa porcellain zweifarbig (schwarz/weiß). Außerdem sind die hinteren Scheiben aus wärmedämmendem Glas dunkel getönt. Abgerundet wird es durch Zierteile aus Aluminium, eine serienmäßige Sitzheizung und EASY-PACK-Heckklappe, die vollautomatisch öffnet und schließt. Außerdem ist das Multimedia-System COMAND APS Serie.

## Sicherheit
Neben ASR, ABS, BAS, ESP, 4ETS (elektronisches Traktionssystem) und crashaktiven Kopfstützen hat der GLK neun Airbags, darunter einen Knieairbag, serienmäßig. Darüber hinaus gibt es das Bremssystem ADAPTIVE BRAKE. Das Pre-Safe-System ist auf Wunsch lieferbar.
Im Euro-NCAP-Crashtest erhielt der Wagen bei der Beurteilung der Insassensicherheit fünf von fünf Sternen (32 Punkte) und bei der Kindersicherheit 37 Punkte. Die Fußgängersicherheit wurde mit 16 Punkten bewertet.

## Motoren und technische Daten
Die Motoren und der Allradantrieb stammten mit kleinen Änderungen aus der damals aktuellen C-Klasse als 4MATIC-Modell. Seit Sommer 2009 war auch ein hinterradgetriebenes Modell erhältlich. Der GLK 220 CDI BlueEFFICIENCY blieb aber das einzige Modell, bei dem die Antriebsart von Kunden gewählt werden konnte. Seit Mitte Dezember 2009 war der GLK 250 CDI BlueEFFICIENCY auf dem Markt. Im Gegensatz zur C- und E-Klasse, wo es diesen Motor bis Ende 2010 nur in Verbindung mit der 5G-Tronic gab, wurde hier die modernere 7G-Tronic angeboten. Im September 2010 wurde das Motorenprogramm mit dem GLK 200 CDI BlueEFFICIENCY mit 105 kW (143 PS) nach unten hin abgerundet. Ab April 2011 wurde der GLK 350 4MATIC durch den neu entwickelten GLK 350 4MATIC BlueEFFICIENCY mit 225 kW (306 PS) ersetzt. Zeitgleich entfiel der GLK 300 4MATIC aus dem Motorenprogramm und alle Modelle außer dem GLK 350 CDI 4MATIC wurden ab diesem Zeitpunkt mit der 7G-Tronic Plus inklusive Start-Stopp-Automatik ausgestattet. Die Einstiegsdiesel waren mit ebendieser auf Wunsch erhältlich. Ab Juni 2013 war im GLK erstmals ein Vierzylinder-Ottomotor erhältlich. Zeitgleich entfiel die Zusatzbezeichnung BlueEFFICIENCY bei allen Modellen.
Im Juni 2019 ordnete das Kraftfahrt-Bundesamt einen zwangsweisen Rückruf von bis zu 60.000 Fahrzeugen der Serie GLK 220 CDI (2012–2015) an, da man offenbar eine verbotene Abschaltvorrichtung zur Manipulation der Abgaswerte in der Steuerungssoftware der Dieselmotoren des Typ OM 651 entdeckt hatte.

### Ottomotoren
| Kenngrößen                                  | GLK 200                      | GLK 250                      | GLK 250 4MATIC               | GLK 280 4MATIC               | GLK 300 4MATIC               | GLK 350 4MATIC               | GLK 350 4MATIC (1)           |
| ------------------------------------------- | ---------------------------- | ---------------------------- | ---------------------------- | ---------------------------- | ---------------------------- | ---------------------------- | ---------------------------- |
| Bauzeitraum                                 | 10/2013–06/2015              | 10/2013–06/2015              | 06/2013–06/2015              | 10/2008–06/2009              | 07/2009–04/2011              | 10/2008–04/2011              | 04/2011–06/2015              |
| Motorkenndaten                              |                              |                              |                              |                              |                              |                              |                              |
| Motorbezeichnung *                          | M 274 DE 20 AL               | M 274 DE 20 AL               | M 274 DE 20 AL               | M 272 E 30                   | M 272 E 30                   | M 272 E 35                   | M 276 DES 35                 |
| Motortyp                                    | R4-Ottomotor                 | R4-Ottomotor                 | R4-Ottomotor                 | V6-Ottomotor                 | V6-Ottomotor                 | V6-Ottomotor                 | V6-Ottomotor                 |
| Gemischaufbereitung                         | Direkteinspritzung           | Direkteinspritzung           | Direkteinspritzung           | Saugrohreinspritzung         | Saugrohreinspritzung         | Saugrohreinspritzung         | Direkteinspritzung           |
| Motoraufladung                              | Turbolader                   | Turbolader                   | Turbolader                   | —                            | —                            | —                            | —                            |
| Hubraum                                     | 1991 cm³                     | 1991 cm³                     | 1991 cm³                     | 2996 cm³                     | 2996 cm³                     | 3498 cm³                     | 3498 cm³                     |
| max. Leistung                               | 135 kW (184 PS) bei 5500/min | 155 kW (211 PS) bei 5500/min | 155 kW (211 PS) bei 5500/min | 170 kW (231 PS) bei 6000/min | 170 kW (231 PS) bei 6000/min | 200 kW (272 PS) bei 6000/min | 225 kW (306 PS) bei 6500/min |
| max. Drehmoment                             | 300 Nm bei 1200–4000/min     | 350 Nm bei 1200–4000/min     | 350 Nm bei 1200–4000/min     | 300 Nm bei 2500–5000/min     | 300 Nm bei 2500–5000/min     | 350 Nm bei 2400–5000/min     | 370 Nm bei 3500–5250/min     |
| Kraftübertragung                            |                              |                              |                              |                              |                              |                              |                              |
| Antrieb, serienmäßig                        | Hinterradantrieb             | Hinterradantrieb             | Allradantrieb                | Allradantrieb                | Allradantrieb                | Allradantrieb                | Allradantrieb                |
| Getriebe, serienmäßig                       | 6-Gang-Schaltgetriebe        | 7G-Tronic Plus               | 7G-Tronic Plus               | 7G-Tronic                    | 7G-Tronic                    | 7G-Tronic                    | 7G-Tronic Plus               |
| Messwerte                                   |                              |                              |                              |                              |                              |                              |                              |
| Höchstgeschwindigkeit                       | 210 km/h                     | 215 km/h                     | 215 km/h                     | 210 km/h                     | 210 km/h                     | 230 km/h                     | 238 km/h                     |
| Beschleunigung, 0–100 km/h                  | 8,8 s                        | 7,8 s                        | 7,9 s                        | 7,6 s                        | 7,6 s                        | 6,7 s                        | 6,5 s                        |
| Kraftstoffverbrauch auf 100 km (kombiniert) | 7,2–7,3 l Super              | 7,0–7,1 l Super              | 7,5–7,7 l Super              | 10,2 l Super                 | 10,2 l Super                 | 10,6 l Super                 | 8,1–8,6 l Super              |
| CO2-Emission (kombiniert)                   | 168–170 g/km                 | 164–165 g/km                 | 176–180 g/km                 | 245 g/km                     | 239 g/km                     | 249 g/km                     | 189–199 g/km                 |
| Abgasnorm nach EU-Klassifikation            | Euro 6                       | Euro 6                       | Euro 6                       | Euro 5                       | Euro 5                       | Euro 5                       | Euro 5                       |

### Dieselmotoren
| Kenngrößen                                  | GLK 200 CDI (1)                                        | GLK 220 CDI (1)                                        | GLK 220 CDI 4MATIC (1)            | GLK 220 BlueTEC 4MATIC            | GLK 250 CDI 4MATIC BlueEFFICIENCY | GLK 250 BlueTEC 4MATIC         | GLK 320 CDI 4MATIC             | GLK 350 CDI 4MATIC             | GLK 350 CDI 4MATIC             | GLK 350 CDI 4MATIC (1)         |
| ------------------------------------------- | ------------------------------------------------------ | ------------------------------------------------------ | --------------------------------- | --------------------------------- | --------------------------------- | ------------------------------ | ------------------------------ | ------------------------------ | ------------------------------ | ------------------------------ |
| Bauzeitraum                                 | 09/2010–06/2015                                        | 07/2009–06/2015                                        | 04/2009–06/2015                   | 06/2012–06/2015                   | 12/2009–05/2012                   | 06/2012–06/2015                | 10/2008–06/2009                | 07/2009–01/2010                | 02/2010–05/2012                | 06/2012–06/2015                |
| Motorkenndaten                              |                                                        |                                                        |                                   |                                   |                                   |                                |                                |                                |                                |                                |
| Motorbezeichnung *                          | OM 651 DE 22 LA                                        | OM 651 DE 22 LA                                        | OM 651 DE 22 LA                   | OM 651 DE 22 LA                   | OM 651 DE 22 LA                   | OM 651 DE 22 LA                | OM 642 DE 30 LA                | OM 642 DE 30 LA                | OM 642 DE 30 LA                | OM 642 DE LS 30 LA             |
| Motortyp'                                   | R4-Dieselmotor                                         | R4-Dieselmotor                                         | R4-Dieselmotor                    | R4-Dieselmotor                    | R4-Dieselmotor                    | R4-Dieselmotor                 | V6-Dieselmotor                 | V6-Dieselmotor                 | V6-Dieselmotor                 | V6-Dieselmotor                 |
| Gemischaufbereitung                         | Common-Rail-Direkteinspritzung                         | Common-Rail-Direkteinspritzung                         | Common-Rail-Direkteinspritzung    | Common-Rail-Direkteinspritzung    | Common-Rail-Direkteinspritzung    | Common-Rail-Direkteinspritzung | Common-Rail-Direkteinspritzung | Common-Rail-Direkteinspritzung | Common-Rail-Direkteinspritzung | Common-Rail-Direkteinspritzung |
| Motoraufladung                              | Turbolader                                             | Biturbo                                                | Biturbo                           | Biturbo                           | Biturbo                           | Biturbo                        | Turbolader                     | Turbolader                     | Turbolader                     | Turbolader                     |
| Hubraum                                     | 2143 cm³                                               | 2143 cm³                                               | 2143 cm³                          | 2143 cm³                          | 2143 cm³                          | 2143 cm³                       | 2987 cm³                       | 2987 cm³                       | 2987 cm³                       | 2987 cm³                       |
| max. Leistung                               | 105 kW (143 PS) bei 3200–4600/min                      | 125 kW (170 PS) bei 3200–4200/min                      | 125 kW (170 PS) bei 3200–4200/min | 125 kW (170 PS) bei 3200–4200/min | 150 kW (204 PS) bei 4200/min      | 150 kW (204 PS) bei 4200/min   | 165 kW (224 PS) bei 3800/min   | 165 kW (224 PS) bei 3800/min   | 170 kW (231 PS) bei 3800/min   | 195 kW (265 PS) bei 3800/min   |
| max. Drehmoment                             | 350 Nm bei 1200–2800/min                               | 400 Nm bei 1400–2800/min                               | 400 Nm bei 1400–2800/min          | 400 Nm bei 1400–2800/min          | 500 Nm bei 1600–1800/min          | 500 Nm bei 1600–1800/min       | 540 Nm bei 1600–2400/min       | 540 Nm bei 1600–2400/min       | 540 Nm bei 1600–2400/min       | 620 Nm bei 1600–2400/min       |
| Kraftübertragung                            |                                                        |                                                        |                                   |                                   |                                   |                                |                                |                                |                                |                                |
| Antrieb, serienmäßig                        | Hinterradantrieb                                       | Hinterradantrieb                                       | Allradantrieb                     | Allradantrieb                     | Allradantrieb                     | Allradantrieb                  | Allradantrieb                  | Allradantrieb                  | Allradantrieb                  | Allradantrieb                  |
| Getriebe, serienmäßig [ optional ]          | 6-Gang-Schaltgetriebe [ 7G-Tronic/7G-Tronic Plus ] (2) | 6-Gang-Schaltgetriebe [ 7G-Tronic/7G-Tronic Plus ] (2) | 7G-Tronic/7G-Tronic Plus (2)      | 7G-Tronic Plus                    | 7G-Tronic/7G-Tronic Plus (2)      | 7G-Tronic Plus                 | 7G-Tronic                      | 7G-Tronic                      | 7G-Tronic                      | 7G-Tronic Plus                 |
| Messwerte                                   |                                                        |                                                        |                                   |                                   |                                   |                                |                                |                                |                                |                                |
| Höchstgeschwindigkeit                       | 195 km/h [ 190 km/h ]                                  | 205 km/h [ 205 km/h ]                                  | 205 km/h                          | 205 km/h                          | 210 km/h                          | 210 km/h                       | 220 km/h                       | 220 km/h                       | 225 km/h                       | 232 km/h                       |
| Beschleunigung, 0–100 km/h                  | 10,3 s [ 10,8 s ]                                      | 8,5 s [ 8,7 s ]                                        | 8,8 s                             | 8,8 s                             | 7,9 s                             | 8,0 s                          | 7,5 s                          | 7,5 s                          | 7,3 s                          | 6,4 s                          |
| Kraftstoffverbrauch auf 100 km (kombiniert) | 5,5–5,6 l Diesel [ 5,6–6,0 l Diesel ]                  | 5,5–5,6 l Diesel [ 5,6–6,0 l Diesel ]                  | 6,1–6,5 l Diesel                  | 6,1–6,5 l Diesel                  | 6,1–6,5 l Diesel                  | 6,1–6,5 l Diesel               | 7,9 l Diesel                   | 7,9 l Diesel                   | 8,0 l Diesel                   | 6,9–7,0 l Diesel               |
| CO2-Emission (kombiniert)                   | 143–147 g/km [ 145–156 g/km ]                          | 143–147 g/km [ 145–156 g/km ]                          | 159–169 g/km                      | 159–169 g/km                      | 159–169 g/km                      | 159–169 g/km                   | 208 g/km                       | 208 g/km                       | 209 g/km                       | 179–183 g/km                   |
| Abgasnorm nach EU-Klassifikation            | Euro 5                                                 | Euro 5                                                 | Euro 5                            | Euro 6                            | Euro 5                            | Euro 6                         | Euro 4                         | Euro 4                         | Euro 5                         | Euro 5                         |

Werte in eckigen Klammen [ ] gelten für Fahrzeuge mit Automatikgetriebe
* Die Motorbezeichnung ist wie folgt verschlüsselt:
M = Motor (Otto), OM = Ölmotor (Diesel), Baureihe = 3-stellig, DE = Direkteinspritzung, E = Saugrohreinspritzung, LS = leistungsgesteigert, S = Sportmotor, Hubraum = Deziliter (gerundet), A = Abgasturbolader, L = Ladeluftkühlung, LA = wie AL

## Geländeeigenschaften
Obwohl durchaus für den städtischen Verkehr ausgelegt, bietet der GLK auch eine gewisse Geländetauglichkeit. Die Bodenfreiheit beträgt 201 Millimeter. Die Karosserieüberhänge vorne und hinten betragen 816 beziehungsweise 957 Millimeter; der Böschungswinkel beträgt vorne 23 und hinten 25 Grad, der Rampenwinkel 19 Grad. Der GLK kann dadurch Steigungen von bis zu 70 Prozent bewältigen. Die maximale Schräglage liegt bei 35 Grad. Darüber hinaus trägt auch der kurze Radstand von 2755 Millimetern zur Geländegängigkeit bei.
Das 4MATIC-Allradsystem bietet eine Grundverteilung des Antriebsmomentes von 45 zu 55 Prozent zwischen Vorder- und Hinterachse. Dabei wird es von ESP, ASR und 4ETS (elektronisches Traktionssystem) unterstützt. Für den GLK wurde außerdem eine neue Lamellenkupplung, die das Allradsystem bei niedriger Reibung zwischen Untergrund und Reifen (z. B. bei Schnee oder Eis) unterstützt, entwickelt. Dabei kann eine Grundsperrung von 50 Newtonmetern zwischen Vorder- und Hinterachse erfolgen.
Mit dem auf Wunsch erhältlichen Offroad-Technik-Paket lassen sich diese Eigenschaften weiter steigern. So enthält dieses Paket ein Offroad-Fahrprogramm, das den Getriebeschaltpunkt und die Gaspedalkennlinie dem Untergrund anpasst. Die Bergabfahrhilfe DSR, die es ermöglicht, auf steilen Gefällstrecken eine vorgewählte Geschwindigkeit zwischen 4 und 18 km/h automatisch einzuhalten, ist ebenfalls Bestandteil dieses Paketes. Dabei kann die Geschwindigkeit erstmals auch während der Abfahrt geregelt werden. Dieses Paket enthält auch einen Unterfahr- sowie Unterbodenschutz. Ergänzt werden die Geländeeigenschaften durch ein nur im Comand APS vorhandenes Zusatzfeature, das bei Verlassen digitalisierter Gebiete die zurückgelegte Strecke automatisch aufzeichnet und speichert.

## Modellpflege

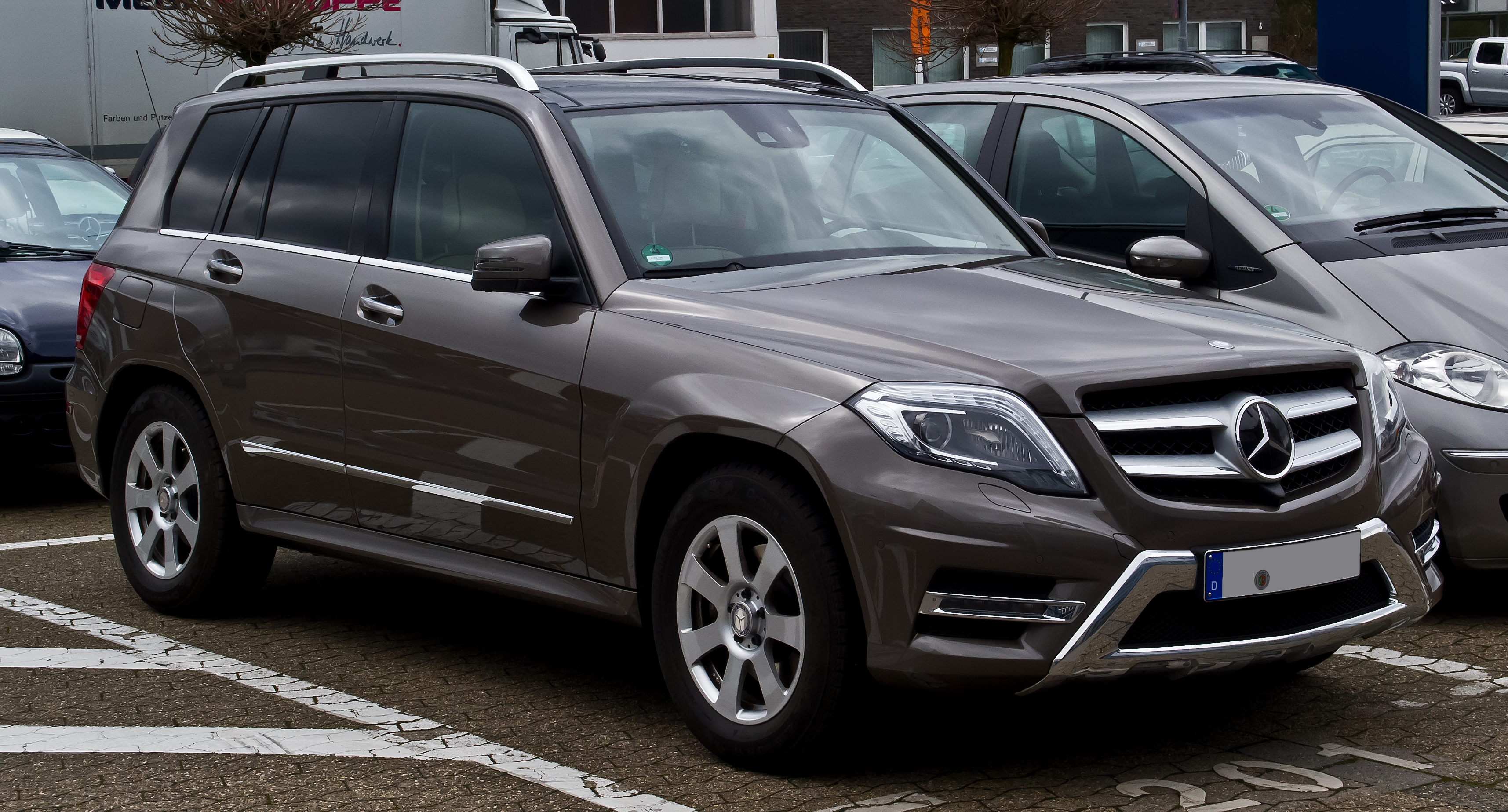
GLK 250 BlueTEC 4MATIC Sport-Paket AMG (2013–2015)

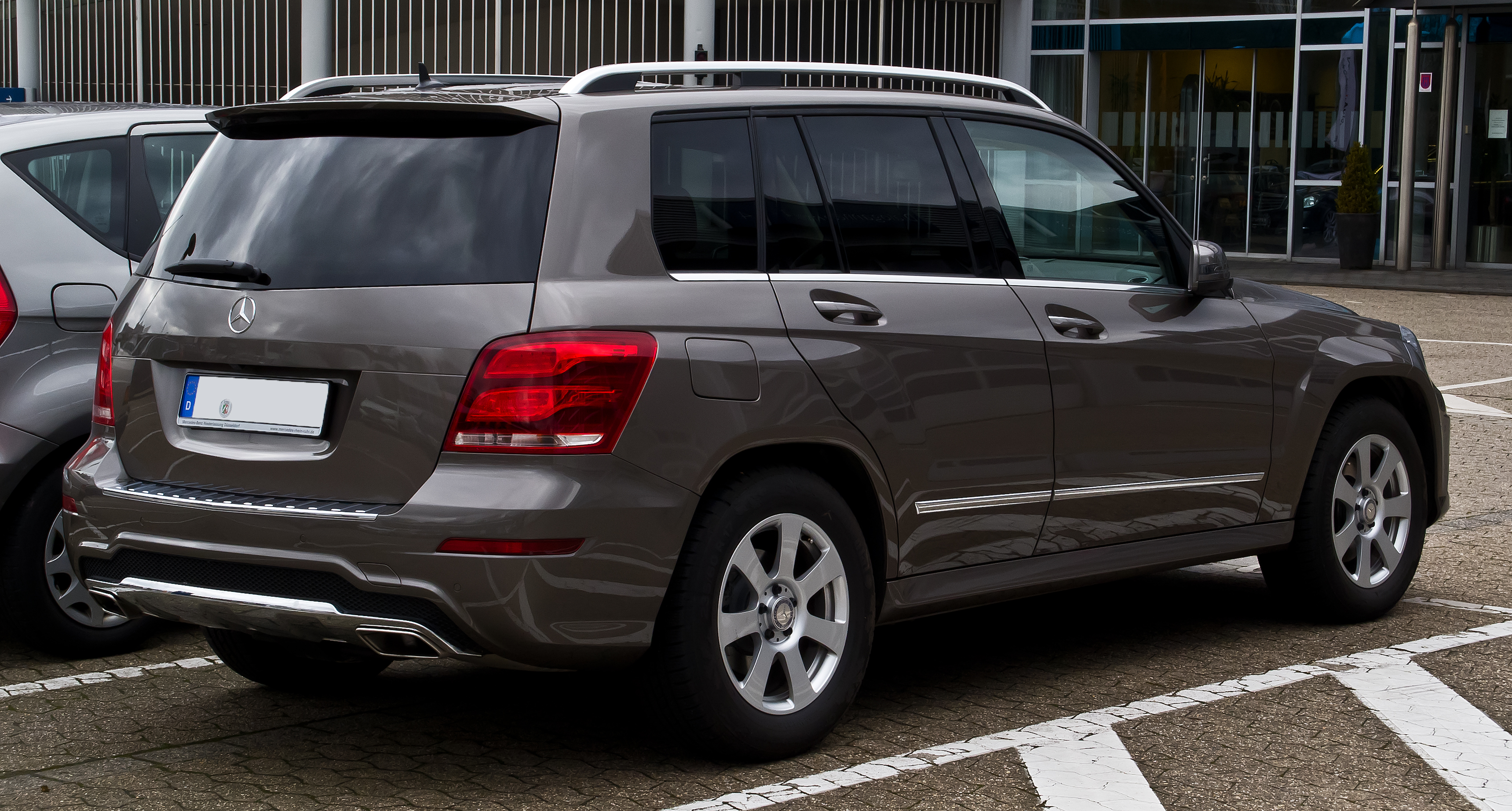
Heckansicht

An der New York International Auto Show im März 2012 wurde die Modellpflege des Mercedes-Benz GLK vorgestellt. Am 30. Juni erfolgte die Markteinführung.
Viele Sicherheitssysteme haben im Rahmen der Modellpflege Einzug gehalten. Darunter der adaptive Tempomat Distronic Plus, ein aktiver Totwinkelassistent und ein Spurhalteassistent. Zudem wurde das Intelligent Light System um einen adaptiven Fernlichtassistenten erweitert. Der GLK ist auch der erste Mercedes-Benz mit einem Surround View-System. Dieses ist seit dem 1. Quartal 2013 lieferbar.
Entsprechend der aktuellen Designphilosophie wurde die Front hinsichtlich ihrer Kantigkeit entschärft. So erhalten die Scheinwerfer abgerundete Ecken. Der Kühlergrill wird vergrößert, während die seitlichen Lufteinlässe des Stoßfängers ebenfalls eine weniger eckige Form erhalten. Die Heckleuchten werden nun in LED-Technik ausgeführt und die Reflektoren werden höher angebracht. Schließlich sind die leicht verbreiterten Endrohre fortan fest in der Heckstoßstange integriert. Im Innenraum erhält der GLK ein neues Lenkrad, das aus dem CLS stammt. Der X 204 erhält mit der Modellpflege die aus anderen Modellen bekannten Lüftungsdüsen im Kreuz-Design aus Aluminium sowie zahlreiche Assistenzsysteme aus der C-Klasse. Außerdem erhalten die mit einer Automatik ausgestatteten Modelle einen Wählhebel am Lenkrad, so dass ein herkömmlicher Schalthebel entfällt und Auflagen weicht.
Auf technischer Seite hält mit der Modellpflege ein neuer Motor Einzug in den GLK. Der GLK 350 CDI BlueEFFICIENCY kommt durch eine Überarbeitung auf 195 kW (265 PS). Die Vierzylinder-Motoren GLK 220 BlueTEC und GLK 250 BlueTEC halten bereits die künftige Euro-6-Norm durch ein SCR-System ein.

## Auszeichnungen
Der GLK gewann die AUTO TROPHY 2008 in der Klasse "Geländewagen über 30.000 €".
Außerdem erhielt er die Auszeichnung Allradler des Jahres 2009, die von der Autobild verliehen wird, in der Klasse "Geländewagen/SUV von 40.000 bis 60.000 €".
Im Frühjahr 2009 wurde der GLK weltweit als erstes SUV überhaupt mit dem vom TÜV Süd vergebenen Umweltzertifikat nach der ISO-Norm 14062 ausgezeichnet. Dieses bescheinigt, dass dieses Fahrzeug während seines gesamten Lebenszyklus – von der Herstellung über den täglichen Betrieb bis zur Verwertung – die Umwelt weniger belastet als vergleichbare Produkte. Zur Ermittlung dieser Bilanz wurden 40.000 Einzelprozesse herangezogen; daraus resultierend kam das Öko-Profil zustande. Untersucht wurden alle umweltrelevanten Prozesse von der Entwicklung über die Produktion und Nutzung bis zur Verwertung. So erfüllte der GLK beispielsweise 2010 die ab 1. Januar 2015 vorgeschriebene Verwertungsquote von 95 Gewichtsprozent.

## Sonstiges
- Im ersten Monat nach der Verkaufsfreigabe am 30. Juni 2008 lagen 10.000 Bestellungen in Europa vor, davon 1000 für das Sondermodell Edition 1.[32]

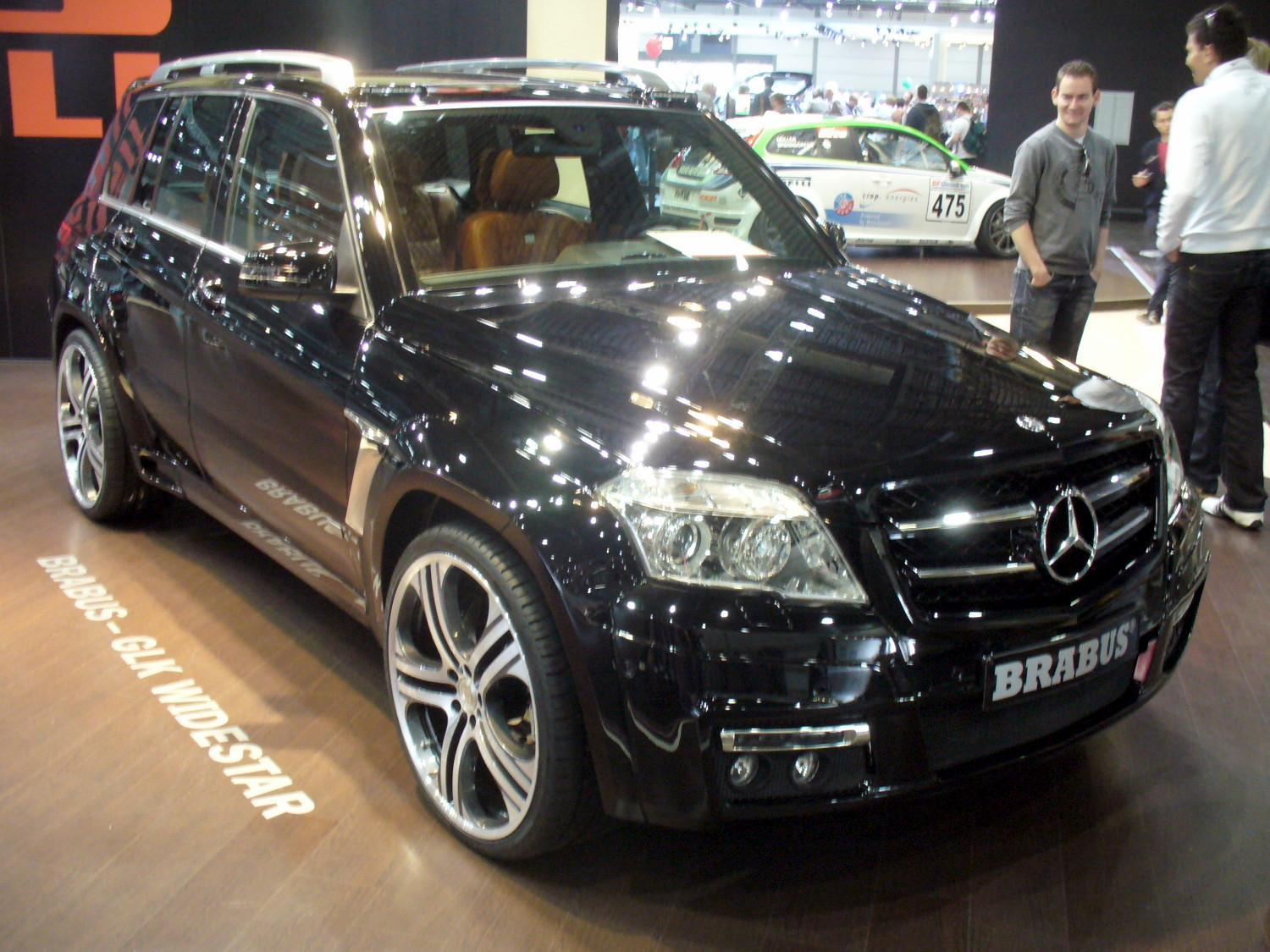
Brabus GLK V12

- Auf Basis des GLK hat Brabus das schnellste straßenzugelassene SUV gebaut.[33] Mit seinem 6,3 Liter großen V12-Motor, der 552 kW (750 PS) leistet und ein maximales Drehmoment von 1350 Nm abgeben kann, erreicht er eine Höchstgeschwindigkeit von 322,3 km/h. Die Geschwindigkeit von 100 km/h aus dem Stand erreicht der GLK V12 nach 4,2 Sekunden; bis Tempo 200 vergehen 12,8 Sekunden. Der Verbrauch liegt bei 20,8 Liter pro 100 Kilometer; die CO2-Emissionen betragen 487 g/km. Der Preis beträgt mindestens 472.430 Euro.[34]
- Das Buchstabenkürzel GLK steht für „G“ wie G-Klasse und soll damit die großen Gemeinsamkeiten der hohen Geländeeigenschaften zum Ausdruck bringen. Das „L“ steht für Luxus und somit auch für Komfort. Das „K“ untermauert die Kompaktheit des GLK.[9]
- Der Luftwiderstandsbeiwert beträgt zwischen 0,34 und 0,36.[35]
- 2010 wurden in China 12.470 GLK verkauft. Damit stieg der Absatz im Vergleich zum Vorjahr um 170 Prozent.[36]
- Seit dem Marktstart bis April 2011 wurden weltweit insgesamt 170.000 Fahrzeuge ausgeliefert.[37]
- 2010 wurden weltweit 75.674 Einheiten abgesetzt.
- 2011 wurden weltweit 93.836 Einheiten abgesetzt.
- 2012 wurden weltweit 109.813 Einheiten abgesetzt.
- 2013 wurden weltweit 125.516 Einheiten abgesetzt.
- Der GLK ist nicht mit Rechtslenkung erhältlich.

## Ausblick
Mit dem GLK 300 BlueTEC HYBRID sollte im März 2012 erstmals ein Hybrid-Modell in der GLK-Klasse Einzug halten. Eine Studie mit der Bezeichnung Vision GLK BlueTEC HYBRID wurde bereits auf dem Genfer Autosalon 2008 vorgestellt. Dieser Hybrid kombiniert einen 2,1 Liter großen Vierzylinder-Common-Rail-Turbodiesel und einen Elektromotor. Die Gesamtleistung beträgt 165 kW (224 PS). Der Verbrauch soll bei 5,9 Litern auf 100 Kilometer liegen; der CO2-Ausstoß bei 159 g/km. Darüber hinaus erfüllt er die Euro-6-Norm. Die Höchstgeschwindigkeit beträgt 215 km/h und Tempo 100 erreicht er in 7,3 Sekunden. Serienmäßig ist eine Start-Stopp-Automatik vorhanden. 2011 wurde die Einführung des GLK 300 BlueTEC HYBRID jedoch gestrichen.

## Abgasskandal
Im April 2019 wurde bekannt, dass bei rund 60.000 Mercedes-Benz-Modellen GLK 220 CDI mit dem Motor OM 651, die zwischen 2012 und 2015 produziert worden waren, der gesetzliche Grenzwert für Stickoxide deutlich überschritten wird. Es besteht der Verdacht einer unzulässigen Abschaltvorrichtung.